# 豊鉄ターミナルホテル
豊鉄ターミナルホテル（とよてつターミナルホテル）は、かつて愛知県豊橋市に存在したシティホテルである。

## 概要
豊橋鉄道が所有する豊鉄ターミナルビル内に、子会社の豊鉄ターミナルホテルが運営するシティホテルとして1988年（昭和63年）10月5日に開業した。利便性に富んだ駅前のホテルで、豊橋鉄道グループである特性を最大限生かし、豊橋駅および新豊橋駅前の利便性と、名鉄グループのホテル運営ノウハウを活用したシティホテルらしいサービスを併せ持って運営されてきた。
2011年（平成23年）より9階のレストランを多目的展望ホールとしたことに合わせ、宿泊特化型のビジネスホテルとての運営に変更された。地上9階建てで、1階から5階は飲食店、旅行代理店、耳鼻咽喉科や眼科、豊橋鉄道本社などのテナントが入るオフィスフロア、ホテルのフロントは6階にあった。6、8、9階が禁煙客室、7階が喫煙可客室、最上階9階は、スカイレストラン及び客室の一部となっていた。チェックイン時間は公式には16:00以降となっており、フロントは24時間対応のため事前に連絡すれば深夜チェックインも可能であった。
しかし新型コロナによる需要低迷で2020年9月末で営業終了が決定。2020年10月15日発行の官報号外第216号113頁第2段に解散公告が掲載された。
2020年12月25日から豊橋鉄道は、旧豊鉄ターミナルホテル跡を活用し、レンタルスペースを提供開始した。運営は、株式会社クルトンが受託。施設は「展望会議室（1室）」「個室ワークスペース（5室、内1室ソファあり）」「プライベートスペース（1室）」が設けられており、Wi-Fiを完備し、会議や個室でのオンライン会議、小グループでのパーティ等で利用できる。

## 交通アクセス
- JR東海道本線・飯田線または名鉄名古屋本線 豊橋駅から徒歩約1分。
- 豊橋鉄道渥美線 新豊橋駅または東田本線（市内線）駅前停留場より徒歩。